# NGC 3169
NGC 3169 је спирална галаксија у сазвежђу Секстант која се налази на NGC листи објеката дубоког неба.
Деклинација објекта је + 3° 28' 1" а ректасцензија 10h 14m 14,7s. Привидна величина (магнитуда) објекта NGC 3169 износи 10,3 а фотографска магнитуда 11,2. Налази се на удаљености од 19,7000 милиона парсека од Сунца. NGC 3169 је још познат и под ознакама UGC 5525, MCG 1-26-26, CGCG 36-66, KCPG 228B, IRAS 10116+0342, PGC 29855.